# Ті-Ді Плейс Стедіум
«Ті-Ді Плейс Стедіум» (англ. TD Place Stadium) — футбольний стадіон, розташований у місті Оттава, провінції Онтаріо в Канаді. Вміщує 24 000 глядачів. Домашнє поле професійного футбольного клубу «Оттава Ф'юрі» з Північноамериканської футбольної ліги і клубу канадського футболу «Оттава Редблекс» з Канадської футбольної ліги.
Стадіон безпосередньо прилягає до Парку Ленсдаун.
Стадіон є частиною спортивного комплексу «Ті-Ді Плейс», що також включає в себе хокейну арену на 10 000 місць, «Ті-Ді Плейс Арена», на якій виступає юніорський клуб «Оттава 67» з Хокейної ліги Онтаріо.

## Історія
7 січня 2014 року стадіон був перейменований в «Ті-Ді Плейс Стедіум». Права на комерційну назву були викуплені міжнародною фінансовою корпорацією «Торонто Домініон Банк» (більш відомої під назвою TD Bank Group) на наступні десять років за $1 млн на рік.
До 2014 року носив назву «Френк Клер Стедіум» на честь видатного тренера і менеджера з канадського футболу Френка Клера. До 1993 року іменувався «Ленсдаун Парк», за назвою місцевості, де розташований.
На стадіоні виступали команди Канадської футбольної ліги «Оттава Раф Райдерс» (в 1908—1996 рр.; команда — дев'ятиразовий володар Кубка Грея) і «Оттава Ренегейдс» (у 2002—2005 рр.).
Стадіон приймав шість розіграшів Кубка Грея (1925, 1939, 1940, 1967, 1988, 2004).
На стадіоні проходили деякі матчі футбольного турніру Олімпіади 1976 року в Монреалі, молодіжного футбольного чемпіонату світу 2007 року та чемпіонат світу з футболу серед жінок 2015 року.
На стадіоні виступають команди з канадського футболу університету Оттави — «Оттава Джі-Джиз» і Карлтонського університету — «Карлтон Рейвенз».
На початку XXI століття почалися роботи по розбудові стадіону у рамках програми оновлення Ленсдаун-парку. В 2008 і 2011 роках у два етапи були зруйновані південні трибуни стадіону. Стадіон був завершений до першої домашньої гри «Оттава Редблекс» 18 липня 2014 року.